# Thelymitra planicola
Thelymitra planicola är en orkidéart som beskrevs av Jeffrey A. Jeanes. Thelymitra planicola ingår i släktet Thelymitra och familjen orkidéer. Inga underarter finns listade i Catalogue of Life.